# Шентјанж над Дравчами
Шентјанж над Дравчами (словен. Šentjanž nad Dravčami) је насељено место у општини Вузеница, Корушка регија, Словенија.

## Историја
До територијалне реорганизације у Словенији био је у саставу старе општине Радље об Драви.

## Становништво
У попису становништва из 2011. године, Шентјанж над Дравчами је имао 247 становника.
| Број становника према пописима | Број становника према пописима | Број становника према пописима |
| ------------------------------ | ------------------------------ | ------------------------------ |
| 1991                           | 2002                           | 2011                           |
| 261                            | 265                            | 247                            |